# 10731 Dollyparton
10731 Dollyparton è un asteroide della fascia principale. Scoperto nel 1988, presenta un'orbita caratterizzata da un semiasse maggiore pari a 2,2567324 au e da un'eccentricità di 0,2058862, inclinata di 6,05747° rispetto all'eclittica.